# Любомир Чолаков
Любомир Чолаков е български писател, драматург, сценарист, преводач и публицист.

## Биография
Роден е на 1 ноември 1956 г. в село Козловец, община Свищов. Основно образование завършва в родното си село, а средно в гимназия „Алеко Константинов“, Свищов. В гимназията негова учителка по литература е Юлия Николова (по-късно преподавател по възрожденска литература в Пловдивския университет „Паисий Хилендарски“), която изиграва решаваща роля за насочването му към литературата.
Първите си литературни опити прави в училище. Тогава написва и първия си роман „Към теб от далечната синя планина“ (1974), който през 1987 г. е публикуван в Държавно военно издателство – София.
Завършва Държавния библиотекарски институт през 1979 г. През студентските си години членува в Кабинета на младите писатели-студенти „Димчо Дебелянов“ към Студентския дом на културата в София.
Първите му публикувани разкази са през 1980 г. във в. „Студентска трибуна и сборника „Смяна“.
През 1983 г. спечелва анонимен конкурс за пиеса на Театъра на народната армия с пиесата си „Нощта на детелината“.
Същата година спечелва анонимен конкурс на издателство „Народна младеж“ за роман на съвременна тема с романа си „Скалата на мохиканите“.
През 1984 г. излиза първата му книга „Елени бягат по хълма“ в издателство „Народна младеж“. Същата година на сцената на Театъра на народната армия е поставена и първата му пиеса „Нощта на детелината“, която се играе там до 1990 г.
През 1987 г. излиза романът му „Към теб от далечната синя планина“.
В периода 1986-1990 гг. е сценарист на комиксовия сериал „Е. Л. О. – Екип за ликвидиране на опасности“, който е рисуван от художника Димитър Стоянов – Димо и излиза в списание „Дъга“.
През 1989 г. излиза на екран филмът „Право на избор“ на режисьора Емил Цанев по пиесата на Любомир Чолаков „Нощта на детелината“.
През 1995 г. написва пиесата „Дон Жуан Казанова“. Няколко столични театъра проявяват интерес към нея, но до поставяне на сцена не се стига.
През 1997-2000 г. написва пиесите „Омагьосаните замъци“ и „Неправилната легенда за Тристан и Изолда“. Сътрудничи на БНТ като сценарист на детската игрална поредица „Стълбица към небето“. Занимава се с преводаческа дейност.
През 2002 г. за кратко емигрира в Португалия.
През 2003 г. е сценарист на игралната новела „Пътуване към Австралия“.
През 2006 г. започва да сътрудничи на португалската театрална корпорация „Фатиаш де Ка“ (Fatias de Cá).
През 2008 г. в издателство „Интервю-прес“ е публикуван неговият роман-пътепис „Да сънуваш Портокалия“.
През 2009 г. емигрира в Португалия, където сътрудничи с театралната корпорация „Фатиаш де Ка“.
През 2010 г. написва първия роман „Проверка на нощната стража“ от поредицата „Видения в замъка Томар“, а следващата година – втория роман „Полет върху дракон“ от същата поредица.
През 2011 г. написва пиесата си „Маршрут“.
През 2012 г. романът му „Да сънуваш Портокалия“ излиза на португалски език.
В периода 2010-2013 гг. в Португалия се представят във фестивален формат пиесите му „Дон Жуан Казанова“, „Омагьосаните замъци“, „Неправилната легенда за Тристан и Изолда“ и „Маршрут“.
През 2014 г. политологическият му роман-есе „Демократура или Диктатура на демокрацията“ излиза на български в Независимото авторско издателство „Тилилея“, Лисабон.
През 2017 г. в Португалия е екранизиран романът му „Да сънуваш Портокалия“.

### Книги
- „Скалата на мохиканите“, роман – 1983
- „Елени бягат по хълма“, повест – 1984 г.
- „Към теб от далечната синя планина“, роман – 1987 г.
- „Да сънуваш Портокалия“ – роман-пътепис, 2008 (като Гуалдо Томарсон)
- „Проверка на нощната стража“ – роман 1 от цикъла „Видения в замъка Томар“, 2010 г.
- „Полет върху дракон“ – роман 2 от цикъла „Видения в замъка Томар“, 2011 г.
- „Демократура или Диктатура на демокрацията“ – роман-есе, 2014 г.

### Пиеси и сценарии
- „Нощта на детелината“ – пиеса, 1983
- „Е. Л. О. – Екип за ликвидиране на опасности“, сценарий за комикс, 1986-1990
- „Право на избор“ – сценарий за игрален филм, 1989
- „Дон Жуан Казанова“ – пиеса, 1995
- „Омагьосаните замъци“ – пиеса, 1997
- „Стълбица към небето“ – сценарий за игрална тв поредица, 1998-2000
- „Неправилната легенда за Тристан и Изолда“ – пиеса, 2000
- „Пътуване към Австралия“ – сценарий за тв новела, 2003
- „Маршрут“ – пиеса, 2011

### Преводи
- Е. Блаватска, „Тайните на Индустан“, изд. „Интервю-прес“
- Е. Блаватска, „Разбулената Изида“ – в 4 тома, изд. „Интервю-прес“
- Е. Блаватска, „Основи на теософията“, изд. „Интервю-прес“
- В. Востоков, „Тайните на тибетската медицина“, изд. „Интервю-прес“
- В. Востоков, „Съкровищата на тибетските манастири“, изд. „Интервю-прес“
- В. Востоков, „Извори на дълголетието“, изд. „Интервю-прес“
- В. Востоков, „Тайните на изкуството любов“, изд. „Интервю-прес“
- В. Востоков, „Тантра за любовта и щастието“, изд. „Интервю-прес“
- В. Востоков, „Индо-тибетска школа за подмладяване“, изд. „Интервю-прес“
- В. Востоков, „Тибетска школа за женската красота“, изд. „Интервю-прес“
- С. Кормилицин, „Поетът срещу художника“, изд. НСМ-Медиа
- С. Кормилицин, „Черният орден SS“, НСМ-Медиа
- А. Бушков, „Олигарсите: Хроника на мътното време“, НСМ-Медиа
- Ю. Пелехова, „Защо не станах Мата Хари?“, НСМ-Медиа
- П. Арайя, „Бог не звъни по мобилния“, НСМ-Медиа
- Е. Топилска, „Генералът и манекенката“, НСМ Медиа
- Е. Топилска, „Капан за руси мъже“, НСМ-Медиа
- Е. Топилска, „Героите не ги убиват“, НСМ-Медиа
- Е. Володарски, „Волф Месинг – пророкът“, НСМ-Медиа
- Майстор Чен, „Заливът на слоновете“, НСВ-Медиа
- Т. Шварц, „Физиогномика“, НСМ-Медиа
- А. Конан Дойл, „Белият отряд“, Астрала
- В. Чьорних, „Москва не вярва на сълзи“, НСМ-Медиа
- А. Троицки, „Няма безплатни обеди“, НСВ-Медиа